# Curtiss-Wright X-19
Curtiss-Wright X-19 — исследовательский самолёт.
Самолёт Curtiss-Wright X-19 с вертикальным взлётом — посадкой и для взлёта-посадки с укороченной дистанцией, был разработан компанией Curtiss-Wright. Построен для проведения исследований в полёте с использованием поворотных движителей. Самолёт представляет собой цельнометаллический высокоплан с тандемным расположением крыльев, двумя ГТД и трехопорным шасси. На законцовке каждого крыла данного аппарата были установлены поворотные воздушные винты диаметром 3,96 м каждый, приводившиеся во вращение двумя турбовальными двигателями Lycoming T55-L-5. Скорость вращения винтов самолёта при взлете — 1200 об/мин, при крейсерском полёте 955 об/мин.
Самолёт первый раз поднялся в воздух 26 июня 1964 года, а 25 августа 1965 года X-19 разбился в очередном полёте. Всего было построено 2 самолёта. Работы по созданию и испытаниям летательного аппарата велись в 1962—1966 гг. Проект обошёлся американской казне в $16 млн.

## ЛТХ
- Размах крыла, м — 10,50
- Длина, м — 13,50
- Высота, м — 5,20
- Площадь крыла, м² — 14,40
- Масса, кг:
  - пустого самолёта — 4400
  - нормальная взлётная — 6200
- Тип двигателя — 2 ТВД Lycoming T-55
- Мощность, л. с. — 2 х 2620
- Максимальная скорость, км/ч — 720
- Крейсерская скорость, км/ч — 650
- Практическая дальность, км — 1200
- Экипаж, человек — 2
- Полезная нагрузка — до 4-х пассажиров